# Draconarius griswoldi
Draconarius griswoldi là một loài nhện trong họ Amaurobiidae.
Loài này thuộc chi Draconarius. Draconarius griswoldi được Jia-Fu Wang miêu tả năm 2003.